# Ilimotama Jese
Ilimotama Jese (16 marzo 1990) è un calciatore figiano, difensore del Nadi.

## Carriera

### Nazionale
Ha partecipato alla Coppa d'Oceania del 2016.